# Ivittuut
Ivittuut (oude spelling: Ivigtût) is een plaats en voormalige gemeente in het zuidwesten van Groenland, die werd gesticht in 1951. Met een oppervlakte van 600km² was het de kleinste gemeente van heel Groenland. Het ligt tegen Narsaq in het noorden, oosten en zuiden, en in het westen tegen de Labradorzee. Het ligt aan de kust van de Arsukfjord.
Op 1 januari 2009 is de gemeente opgeheven en opgegaan in de gemeente Sermersooq.
Ivittuut is gesticht als mijnstadje. In 1806 is cryoliet gevonden in de buurt en het delven begon in 1865. De mijnen waren in 1987 uitgeput en het stadje verloor haar economische basis. Tegenwoordig is de stad Ivittuut verlaten en de enige nederzetting binnen de voormalige gemeente is de zeebasis Kangilinnguit (Grønnedal).
Kangilinnquit is de Deense zeehoofdbasis van Groenland. De basis was oorspronkelijk opgericht om de belangrijke cryolietmijnen van Ivittuut te beschermen.
Voormalige landsdelen: Kitaa  · Tunu  · Avannaa

Voormalige gemeenten: Aasiaat  · Ammassalik · Ilulissat · Ittoqqortoormiit  · Ivittuut · Kangaatsiaq  · Maniitsoq · Nanortalik · Narsaq · Nuuk · Paamiut · Qaanaaq · Qaasuitsup · Qaqortoq · Qasigiannguit · Qeqertarsuaq · Sisimiut · Upernavik · Uummannaq
- Library of Congress Control Number: n82239149
- National Archives and Records Administration: 10037246
- Nationale Bibliotheek van Israël: 987007557421205171
- Virtual International Authority File: 150128156
- WorldCat: E39PBJcRcBBrkgx88V6mgdrDv3